# أندريس أرياودو
أندريس أرياودو (بالإسبانية: Andrés Ariaudo)‏ هو لاعب كرة قدم أرجنتيني في مركز الوسط، ولد في 20 مارس 1989 في Monte Buey ‏ في الأرجنتين. لعب مع سان لويس دي كويلوتا.

## وصلات خارجية
- أندريس أرياودو على موقع Soccerway.com (الإنجليزية)